# Banana Growers Association

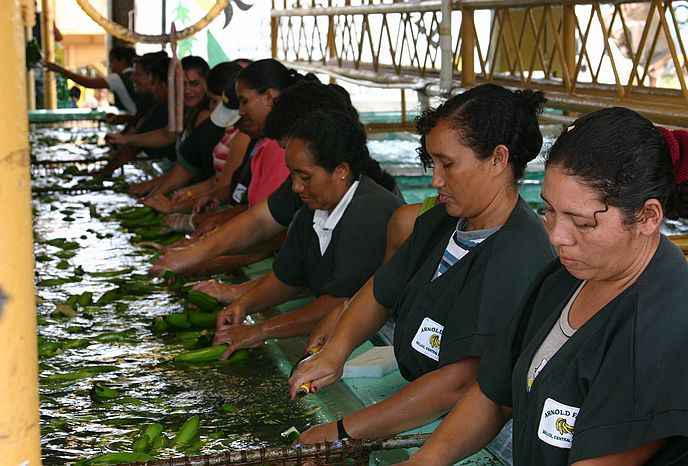
Bananen-Sortieren in Belize.

Die Banana Growers Association (BGA) ist ein Zusammenschluss der Bananenpflanzer von Belize. 22 Plantagen gehören zu dem Verband.
Die 22 Bananen-Farmen mit etwa 2630 ha Land befinden sich alle im Süden des Stann Creek Districts und im Norden des Toledo Districts. Zwölf Dörfer sind geprägt von Bananenanbau: Santa Cruz, San Roman, Santa Rosa, Georgetown, San Pablo, Cowpen, San Juan, Bella Vista, Esperanza, San Isidro, Trio und Bladen. In diesen Orten arbeiten an die 3500 Personen in den Plantagen (Bananabelt).
Die BGA kauft die Bananen von den Plantagen auf und übernimmt den Export. Die Bananen werden meist alle an die britische Handelsgesellschaft Fyffes verkauft und in Großbritannien vermarktet. 2017 bildeten Bananenexporte 14 % der Exporte von Belize.

## Geschichte
Die ersten Bananenplantagen entstanden im 19. Jahrhundert durch Anlagen von britischen und US-amerikanischen Investoren. Ursprünglich wurden die Bananen vor allem nach New Orleans exportiert. In den 1920er Jahren brach diese Industrie allerdings zusammen, nachdem in Belize die Panamakrankheit ausbrach.
In den 1960ern erholten sich die Bestände wieder, aber der Tropensturm Nr. 18 im Jahr 1975 und der Hurrikan Greta-Olivia 1978 richteten schwere Schäden auf den Farmen an. Von 1971 bis 1985 verwaltete das staatlich kontrollierte Banana Control Board (BCB) die Bananen-Industrie. In den 1970ern begann die Arbeiter auch sich in der Democratic Independent Union und der Southern Christian Union gewerkschaftlich zu organisieren.
1985 wurde das BCB aufgelöst, nachdem es 9 Millionen US-Dollar Schulden angehäuft hatte. 880 Ha Land des Banana Control Board wurden an private Investoren verkauft. 1990 wuchs das Anbaugebiet auf 2400 Ha an und das BCB wurde neu aufgestellt. 1991 übergab das Banana Control Board seine Aufgaben an die neue Banana Growers Association.
Bis 1990 wurden die Bananen über den Hafen von Puerto Cortés in Honduras exportiert. Erst dann wurde der Hafen Big Creek für den Bananenexport ausgebaut.